# Jacob Derwig
 (octobre 2018).
Si vous disposez d'ouvrages ou d'articles de référence ou si vous connaissez des sites web de qualité traitant du thème abordé ici, merci de compléter l'article en donnant les références utiles à sa vérifiabilité et en les liant à la section « Notes et références ».
Jacob Derwig, né le 15 juillet 1969 à La Haye, est un acteur néerlandais.

## Vie privée
Depuis 2003, il est marié avec l'actrice néerlandaise, Kim van Kooten.

## Filmographie

### Cinéma et téléfilms
- 1996 : La Robe, et l'effet qu'elle produit sur les femmes qui la portent et les hommes qui la regardent de Alex van Warmerdam : Koerier[3]
- 1998 : Temmink: The Ultimate Fight (nl) de Boris Paval Conen[4]
- 2000 : Leak de Jean Van de Velde : Patrick[5]
- 2001 : Îles flottantes (nl) de Nanouk Leopold : Peer[6]
- 2001 : Zus et Zo de Paula van der Oest : Nino[7]
- 2002 : The Enclave (en) de Willem van de Sande Bakhuyzen : Dennis Krol
- 2003 : Grimm de Alex van Warmerdam : Jacob[8]
- 2005 : Offers (nl) de Dana Nechushtan[9]
- 2008 : Tiramisu (nl) de Paula van der Oest : Jacob[10]
- 2012 : Family Way (nl) de Joram Lürsen : Dick Tasman[11]
- 2013 : The Dinner (nl) de Menno Meyjes : Paul[12]
- 2013 : Wolf (nl) de Jim Taihuttu : Social worker[13]
- 2015 : Public Works de Joram Lürsen : Anijs[14]
- 2017-2018 : Klem (nl) de Frank Ketelaar[15]
- 2018 : Le Banquier de la Résistance de Joram Lürsen : Gijs van Hall[16]
- 2021: De zitting'' (TV) (Affaire sensible) : Fabian Ploch